# Nordmannslågen
El Nordmannslågen es un lago del municipio de Eidfjord en la provincia de Vestland, Noruega. Con 11,09 km² es el mayor lago de la provincia. Se ubica en la meseta de Hardangervidda en el centro del parque nacional Hardangervidda. Está 35 km al sudeste de Eidfjord y 50 km al noreste de Odda. Es parte de los afluentes del río Numedalslågen.